# Kardynałowie z nominacji Benedykta XVI
Papież Benedykt XVI (2005–2013) mianował w czasie swojego pontyfikatu 90 kardynałów na pięciu konsystorzach. Było wśród nich 3 Polaków.

## Konsystorz z 24 marca 2006
1. William Levada, emerytowany arcybiskup San Francisco, prefekt Kongregacji Doktryny Wiary – kardynał diakon S. Maria in Domnica, następnie kardynał prezbiter S. Maria in Domnica (20 czerwca 2016); od 15 czerwca 2016 bez uprawnień elektorskich, zm. 26 września 2019
2. Franc Rodé, emerytowany arcybiskup Lublany, prefekt Kongregacji Instytutów Życia Konsekrowanego i Stowarzyszeń Życia Apostolskiego – kardynał diakon S. Francesco Saverio alla Garbatella, następnie kardynał prezbiter S. Francesco Saverio alla Garbatella (20 czerwca 2016); od 23 września 2014 bez uprawnień elektorskich
3. Agostino Vallini, emerytowany arcybiskup Albano, prefekt Trybunału Sygnatury Apostolskiej – kardynał diakon S. Pier Damiani ai Monti di San Paolo, następnie kardynał prezbiter S. Pier Damiani ai Monti di San Paolo (24 lutego 2009); od 17 kwietnia 2020 bez uprawnień elektorskich
4. Jorge Liberato Urosa Savino, arcybiskup Caracas – kardynał prezbiter S. Maria ai Monti, zm. 23 września 2021
5. Gaudencio Rosales, arcybiskup Manili – kardynał prezbiter SS. Nome di Maria a Via Latina; od 10 sierpnia 2012 bez uprawnień elektorskich
6. Jean-Pierre Ricard, arcybiskup Bordeaux – kardynał prezbiter S. Agostino; od 25 września 2024 bez uprawnień elektorskich
7. Antonio Cañizares Llovera, arcybiskup Toledo – kardynał prezbiter S. Pancrazio
8. Nicholas Cheong Jin-suk, arcybiskup Seulu – kardynał prezbiter S. Maria Immacolata di Lourdes a Boccea; od 7 grudnia 2011 bez uprawnień elektorskich, zm. 27 kwietnia 2021
9. Seán O’Malley OFMCap, arcybiskup Bostonu – kardynał prezbiter S. Maria della Vittoria; od 29 czerwca 2024 bez uprawnień elektorskich
10. Stanisław Dziwisz, arcybiskup Krakowa – kardynał prezbiter S. Maria del Popolo; od 27 kwietnia 2019 bez uprawnień elektorskich
11. Carlo Caffarra, arcybiskup Bolonii – kardynał prezbiter S. Giovanni Battista dei Fiorentini, zm. 6 września 2017
12. Joseph Zen Ze-kiun SDB, biskup Hongkongu – kardynał prezbiter S. Maria Madre del Redentore a Tor Bella Monaca; od 13 stycznia 2012 bez uprawnień elektorskich
13. Andrea Cordero Lanza di Montezemolo, tytularny arcybiskup Tuscania, archiprezbiter św. Pawła za Murami – kardynał diakon S. Maria in Portico, następnie kardynał prezbiter S. Maria in Portico (20 czerwca 2016); od chwili nominacji bez uprawnień elektorskich, zm. 19 listopada 2017
14. Peter Poreku Dery, emerytowany arcybiskup Tamale – kardynał diakon S. Elena fuori Porta Prenestina; od chwili nominacji bez uprawnień elektorskich, zm. 6 marca 2008
15. Albert Vanhoye, emerytowany sekretarz Papieskiej Komisji Biblijnej – kardynał diakon S. Maria della Mercede e Sant'Adriano a Villa Albani, następnie kardynał prezbiter S. Maria della Mercede e Sant'Adriano a Villa Albani (20 czerwca 2016); od chwili nominacji bez uprawnień elektorskich, zm. 29 lipca 2021

## Konsystorz z 24 listopada 2007
1. Leonardo Sandri, tytularny arcybiskup Cittanova, prefekt Kongregacji ds. Kościołów Wschodnich – kardynał diakon Ss. Biagio e Carlo ai Catinari, następnie kardynał prezbiter Ss. Biagio e Carlo ai Catinari (19 maja 2018), następnie kardynał biskup Ss. Biagio e Carlo ai Catinari (28 czerwca 2018); od 18 listopada 2023 bez uprawnień elektorskich
2. John Patrick Foley, tytularny arcybiskup Neapoli di Proconsolare, Wielki Mistrz Zakonu Rycerskiego Grobu Bożego w Jerozolimie – kardynał diakon S. Sebastiano al Palatino, zm. 11 grudnia 2011
3. Giovanni Lajolo, tytularny arcybiskup Cezariany przewodniczący Papieskiej Komisji oraz Gubernatoratu Państwa Watykańskiego – kardynał diakon S. Maria Liberatrice a Monte Testaccio; od 3 stycznia 2015 bez uprawnień elektorskich, następnie kardynał- prezbiter S. Maria Liberatrice a Monte Testaccio (19 maja 2018)
4. Paul Josef Cordes, tytularny arcybiskup Naisso, przewodniczący Rady Cor Unum – kardynał diakon S. Lorenzo in Piscibus; od 5 września 2014 bez uprawnień elektorskich, następnie kardynał prezbiter S. Lorenzo in Piscibus (19 maja 2018), zm. 15 marca 2024
5. Angelo Comastri, emerytowany arcybiskup Loreto, archiprezbiter bazyliki watykańskiej, wikariusz Watykanu – kardynał diakon S. Salvatore in Lauro, następnie kardynał prezbiter S. Salvatore in Lauro (19 maja 2018); od 17 września 2023 bez uprawnień elektorskich
6. Stanisław Ryłko, tytularny arcybiskup Novico, przewodniczący Papieskiej Rady ds. Świeckich – kardynał diakon S. Cuore di Cristo Re, następnie kardynał prezbiter S. Cuore di Cristo Re (19 maja 2018); od 4 lipca 2025 bez uprawnień elektorskich
7. Raffaele Farina SDB, tytularny arcybiskup Oderzo, archiwista i bibliotekarz Świętego Kościoła Rzymskiego – kardynał diakon S. Giovanni della Pigna; od 24 września 2013 bez uprawnień elektorskich, następnie kardynał prezbiter S. Giovanni della Pigna (19 maja 2018)
8. Agustín García-Gasco Vicente, arcybiskup Walencji – kardynał prezbiter S. Marcello; od 12 lutego 2011 bez uprawnień elektorskich, zm. 1 maja 2011
9. Seán Brady, arcybiskup Armagh – kardynał prezbiter Ss. Quirico e Giulitta; od 16 sierpnia 2019 bez uprawnień elektorskich
10. Lluís Martínez Sistach, arcybiskup Barcelony – kardynał prezbiter S. Sebastiano alle Catacombe; od 29 kwietnia 2017 bez uprawnień elektorskich
11. André Vingt-Trois, arcybiskup Paryża – kardynał prezbiter S. Luigi dei Francesi; od 7 listopada 2022 bez uprawnień elektorskich, zm. 18 lipca 2025
12. Angelo Bagnasco, arcybiskup Genui – kardynał prezbiter Gran Madre di Dio; od 14 stycznia 2023 bez uprawnień elektorskich
13. Théodore-Adrien Sarr, arcybiskup Dakaru – kardynał prezbiter S. Lucia a Piazza d'Armi; od 28 listopada 2016 bez uprawnień elektorskich
14. Oswald Gracias, arcybiskup Mumbaju – kardynał prezbiter S. Paolo della Croce a „Corviale"; od 24 grudnia 2024 bez uprawnień elektorskich
15. Francisco Robles Ortega, arcybiskup Monterrey – kardynał prezbiter S. Maria della Presentazione
16. Daniel DiNardo, arcybiskup Galveston-Houston – kardynał prezbiter S. Eusebio
17. Odilo Scherer, arcybiskup São Paulo – kardynał prezbiter S. Andrea al Quirinale
18. John Njue, arcybiskup Nairobi – kardynał prezbiter Preziossisimo Sangue di Nostro Signore Gesù Cristo
19. Emanuel Karim III Delly, chaldejski patriarcha Babilonu – kardynał patriarcha; od chwili nominacji bez uprawnień elektorskich, zm. 8 kwietnia 2014
20. Giovanni Coppa, tytularny arcybiskup Serty – kardynał diakon S. Lino; od chwili nominacji bez uprawnień elektorskich, zm. 16 maja 2016
21. Estanislao Esteban Karlic, emerytowany arcybiskup Parany – kardynał prezbiter Beata Maria Vergine Addolorata a piazza Buenos Aires; od chwili nominacji bez uprawnień elektorskich, zm. 8 sierpnia 2025
22. Urbano Navarrete, emerytowany rektor Papieskiego Uniwersytetu Gregoriańskiego – kardynał diakon S. Ponziano; od chwili nominacji bez uprawnień elektorskich, zm. 22 listopada 2010
23. Umberto Betti, emerytowany rektor Papieskiego Uniwersytetu Laterańskiego – kardynał diakon Ss. Vito, Modesto e Crescenzia; od chwili nominacji bez uprawnień elektorskich, zm. 1 kwietnia 2009

Papież ogłosił także, że zamierzał mianować kardynałem zmarłego w przeddzień nominacji ks. biskupa Ignacego Jeża.

## Konsystorz z 20 listopada 2010
Podczas Audiencji Generalnej 20 października papież zapowiedział powołanie nowych kardynałów 20 listopada 2010.
1. Angelo Amato, prefekt Kongregacji Spraw Kanonizacyjnych – kardynał diakon S. Maria in Aquiro, następnie kardynał prezbiter S. Maria in Aquiro (3 maja 2021); od 8 czerwca 2018 bez uprawnień elektorskich, zm. 31 grudnia 2024
2. Antoni Naguib, koptyjski patriarcha Aleksandrii – kardynał-patriarcha; od 18 marca 2015 bez uprawnień elektorskich, zm. 28 marca 2022
3. Robert Sarah, przewodniczący Cor Unum – kardynał diakon S. Giovanni Bosco in via Tuscolana, następnie kardynał prezbiter S. Giovanni Bosco a Via Tuscolana (3 maja 2021); od 15 czerwca 2025 bez uprawnień elektorskich
4. Francesco Monterisi, archiprezbiter bazyliki św. Pawła za Murami – kardynał diakon S. Paolo alla Regola, następnie kardynał prezbiter S. Paolo alla Regola (3 maja 2021); od 28 maja 2014 bez uprawnień elektorskich
5. Fortunato Baldelli, Penitencjariusz Większy – kardynał diakon S. Anselmo all'Aventino, zm. 20 września 2012
6. Raymond Leo Burke, prefekt Sygnatury Apostolskiej – kardynał diakon S. Agata de' Goti, następnie kardynał prezbiter S. Agata de' Goti (3 maja 2021)
7. Kurt Koch, przewodniczący Papieskiej Rady ds. Popierania Jedności Chrześcijan – kardynał diakon Nostra Signora del Sacro Cuore in Circo Agonale, następnie kardynał prezbiter Nostra Signora del Sacro Cuore in Circo Agonale (3 maja 2021)
8. Paolo Sardi, wicekamerling Kamery Apostolskiej; Pro-Patron Suwerennego Zakonu Maltańskiego – kardynał diakon S. Maria Ausiliatrice in via Tuscolana; od 1 września 2014 bez uprawnień elektorskich, zm. 13 lipca 2019
9. Mauro Piacenza, prefekt Kongregacji ds. Duchowieństwa – kardynał diakon S. Paolo alle Tre Fontane, następnie kardynał prezbiter S. Paolo alle Tre Fontane (3 maja 2021); od 15 września 2024 bez uprawnień elektorskich
10. Velasio De Paolis, przewodniczący Prefektury Spraw Ekonomicznych Stolicy Apostolskiej – kardynał diakon Gesù Buon Pastore alla Montagnola; od 19 września 2015 bez uprawnień elektorskich, zm. 9 września 2017
11. Gianfranco Ravasi, przewodniczący Papieskiej Rady Kultury – kardynał diakon S. Giorgio in Velabro, następnie kardynał prezbiter S. Giorgio in Velabro (3 maja 2021); od 18 października 2022 bez uprawnień elektorskich
12. Medardo Joseph Mazombwe, emerytowany arcybiskup Lusaki – kardynał prezbiter S. Emerenziana a Tor Fiorenza; od 24 września 2011 bez uprawnień elektorskich, zm. 29 sierpnia 2013
13. Raúl Eduardo Vela Chiriboga, emerytowany arcybiskup Quito (Ekwador) – kardynał prezbiter S. Maria in Via; od 1 stycznia 2014 bez uprawnień elektorskich, zm. 15 listopada 2020
14. Laurent Monsengwo Pasinya, arcybiskup Kinszasy – kardynał prezbiter S. Maria „Regina Pacis” in Ostra mare; od 7 października 2019 bez uprawnień elektorskich, zm. 11 lipca 2021
15. Paolo Romeo, arcybiskup Palermo – kardynał prezbiter S. Maria Odigitria dei Siciliani; od 20 lutego 2018 bez uprawnień elektorskich
16. Donald Wuerl, arcybiskup Waszyngtonu – kardynał prezbiter S. Pietro in Vincoli; od 12 listopada 2020 bez uprawnień elektorskich
17. Raymundo Damasceno Assis, arcybiskup Aparecida – kardynał prezbiter Immacolata al Tiburtino; od 15 lutego 2017 bez uprawnień elektorskich
18. Kazimierz Nycz, arcybiskup Warszawy – kardynał prezbiter Ss. Silvestro e Martino ai Monti
19. Malcolm Ranjith, arcybiskup Kolombo – kardynał prezbiter S. Lorenzo in Lucina
20. Reinhard Marx, arcybiskup Monachium – kardynał prezbiter S. Corbiniano
21. José Manuel Estepa Llaurens, emerytowany hiszpański biskup polowy – kardynał prezbiter S. Gabriele Arcangelo all'Acqua Traversa; od chwili nominacji bez uprawnień elektorskich, zm. 21 lipca 2019
22. Elio Sgreccia, tytularny arcybiskup Zama Minore, były przewodniczący Papieskiej Akademii Życia – kardynał diakon S. Angelo in Pescheria; od chwili nominacji bez uprawnień elektorskich, zm. 5 czerwca 2019
23. Walter Brandmüller, tytularny arcybiskup Cesarea in Mauretania były przewodniczący Papieskiego Komitetu Nauk Historycznych – kardynał diakon S. Giuliano dei Fiaminghi, następnie kardynał prezbiter S. Giuliano dei Fiaminghi (3 maja 2021); od chwili nominacji bez uprawnień elektorskich
24. Domenico Bartolucci – kardynał diakon SS. Nomi de Gesù e Maria in via Lata; od chwili nominacji bez uprawnień elektorskich, zm. 11 listopada 2013

## Konsystorz z 18 lutego 2012
Podczas Audiencji Generalnej 6 stycznia papież zapowiedział powołanie nowych kardynałów 18 lutego 2012.
1. Fernando Filoni, tytularny arcybiskup Volturno, prefekt Kongregacji Ewangelizacji Narodów – kardynał diakon Nostra Signora di Coromoto in S. Giovanni di Dio, następnie kardynał biskup S. Giovanni di Dio (28 czerwca 2018)
2. Manuel Monteiro de Castro, tytularny arcybiskup Beneventum, Penitencjariusz Większy – kardynał diakon S. Domenico di Guzman, następnie kardynał prezbiter S. Domenico di Guzman (4 marca 2022); od 29 marca 2018 bez uprawnień elektorskich
3. Santos Abril y Castelló, tytularny arcybiskup Tamady, archiprezbiter bazyliki liberiańskiej, wicekamerling Świętego Kościoła Rzymskiego – kardynał diakon S. Ponziano, następnie kardynał prezbiter S. Ponziano (4 marca 2022); od 21 września 2015 bez uprawnień elektorskich
4. Antonio Maria Vegliò, tytularny arcybiskup Eclano, przewodniczący Papieskiej Rady ds. Duszpasterstwa Migrantów i Podróżujących – kardynał diakon S. Cesareo in Palatio, następnie kardynał prezbiter S. Cesareo in Palatio (4 marca 2022); od 3 lutego 2018 bez uprawnień elektorskich
5. Giuseppe Bertello, tytularny arcybiskup Urbisaglia, przewodniczący Papieskiej Komisji Państwa Watykańskiego, prezydent Gubernatoratu Państwa Watykańskiego – kardynał diakon Ss. Vito, Modesto e Crescenzia, następnie kardynał prezbiter Ss. Vito, Modesto e Crescenzia (4 marca 2022)
6. Francesco Coccopalmerio, tytularny arcybiskup Coeliana, przewodniczący Papieskiej Rady ds. Tekstów Prawnych – kardynał diakon S. Giuseppe carpentiere, następnie kardynał prezbiter S. Giuseppe carpentiere (4 marca 2022); od 6 marca 2018 bez uprawnień elektorskich
7. João Braz de Aviz, emerytowany arcybiskup Brasília, prefekt Kongregacji ds. Instytutów Życia Konsekrowanego i Stowarzyszeń Życia Apostolskiego – kardynał diakon S. Elena fuori Porta Prenestina, następnie kardynał prezbiter S. Elena fuori Porta Prenestina (4 marca 2022)
8. Edwin O’Brien, emerytowany arcybiskup Baltimore, Wielki Mistrz Zakonu Rycerskiego Grobu Bożego w Jerozolimie – kardynał diakon S. Sebastiano al Palatino, następnie kardynał prezbiter S. Sebastiano al Palatino (4 marca 2022); od 8 kwietnia 2019 bez uprawnień elektorskich
9. Domenico Calcagno, emerytowany arcybiskup Noli, przewodniczący Administracji Patrymonium Stolicy Apostolskiej – kardynał diakon Annunciazione della B. V. M. a Via Ardeatina, następnie kardynał prezbiter Annunciazione della B. V. M a Via Ardeatina (4 marca 2022); od 3 lutego 2023 bez uprawnień elektorskich
10. Giuseppe Versaldi, emerytowany arcybiskup Alessandrii, przewodniczący Prefektury Spraw Ekonomicznych Stolicy Apostolskiej – kardynał diakon Sacro Cuore di Gesú a Castro Pretorio, następnie kardynał prezbiter Sacro Cuore di Gesú a Castro Pretorio (4 marca 2022); od 30 lipca 2023 bez uprawnień elektorskich
11. George Alencherry, syromalabarski arcybiskup większy Ernakulam-Angamaly – kardynał prezbiter S. Bernardo alle Terme Diocleziane; od 19 kwietnia 2025 bez uprawnień elektorskich
12. Thomas Collins, arcybiskup Toronto – kardynał prezbiter S. Patrizio
13. Dominik Duka OP, arcybiskup Pragi – kardynał prezbiter Ss. Marcellino e Pietro; od 26 kwietnia 2023 bez uprawnień elektorskich
14. Willem Jacobus Eijk, arcybiskup Utrechtu – kardynał prezbiter S. Callisto
15. Giuseppe Betori, arcybiskup Florencji – kardynał prezbiter S. Marcello
16. Timothy Dolan, arcybiskup Nowego Jorku – kardynał prezbiter Nostra Signora di Guadalupe a Monte Mario
17. Rainer Woelki, arcybiskup Berlina – kardynał prezbiter S. Giovanni Maria Vianney
18. John Tong Hon, biskup Hongkongu – kardynał prezbiter Regina Apostolorum; od 31 lipca 2019 bez uprawnień elektorskich
19. Lucian Mureșan, arcybiskup większy Făgăras și Alba Iulia i zwierzchnik Rumuńskiego Kościoła Zjednoczonego z Rzymem – kardynał prezbiter S. Atanasio; od chwili nominacji bez uprawnień elektorskich
20. Julien Ries, tytularny arcybiskup Bellicastrum – kardynał diakon S. Antonio di Padova in Via Appia; od chwili nominacji bez uprawnień elektorskich, zm. 23 lutego 2013
21. Prosper Grech OSA, tytularny arcybiskup San Leone – kardynał diakon S. Maria Goretti; od chwili nominacji bez uprawnień elektorskich, zm. 30 grudnia 2019
22. Karl Josef Becker SJ – kardynał diakon S. Giuliano martire; od chwili nominacji bez uprawnień elektorskich, zm. 10 lutego 2015

## Konsystorz z 24 listopada 2012
1. James Michael Harvey, tytularny arcybiskup Memfis, archiprezbiter bazyliki św. Pawła za Murami – kardynał diakon S. Pio V a Villa Carpegna, następnie kardynał prezbiter S. Pio V a Villa Carpegna (1 lipca 2024)
2. Béchara Boutros Raï, maronicki patriarcha Antiochii – kardynał-patriarcha; od 25 lutego 2020 bez uprawnień elektorskich
3. Baselios Cleemis Thottunkal, arcybiskup większy Trivandrum Kościoła Syromalankarskiego – kardynał prezbiter S. Gregorio VII
4. John Onaiyekan, arcybiskup Abudży – kardynał prezbiter S. Saturnino; od 29 stycznia 2024 bez uprawnień elektorskich
5. Rubén Salazar Gómez, arcybiskup Bogoty – kardynał prezbiter S. Gerardo Maiella; od 22 września 2022 bez uprawnień elektorskich
6. Luis Antonio Tagle, arcybiskup Manili – kardynał prezbiter S. Felice da Cantalice a Centocelle, następnie kardynał biskup S. Felice da Cantalice a Centocelle (1 maja 2020), następnie kardynał biskup Albano (24 maja 2025)